# Бюльбюль оливковокрилий
Бюльбю́ль оливковокрилий (Pycnonotus plumosus) — вид горобцеподібних птахів родини бюльбюлевих (Pycnonotidae). Мешкає в Південно-Східній Азії.

## Підвиди
Виділяють чотири підвиди:
- P. p. porphyreus Oberholser, 1912 — західна Суматра і сусідні острови;
- P. p. plumosus Blyth, 1845 — Малайський півострів, східна Суматра, Ява, Балі, західний і південний Калімантан;
- P. p. hutzi Stresemann, 1938 — північний і східний Калімантан;
- P. p. hachisukae Deignan, 1952 — острови на північний схід від Калімантана і на південному заході Філіппін.

Палаванський бюльбюль раніше вважався підвидом оливковокрилого бюльбюля.

## Поширення і екологія
Оливковокрилі бюльбюлі мешкають в Малайзії, Індонезії, Брунеї, М'янмі, Таїланді, Сінгапурі та на Філіппінах. Вони живуть у вологих рівнинних тропічних лісах і чагарникових заростях, на луках, болотах і плантаціях. Зустрічаються на висоті до 500 м над рівнем моря.